# 혼다 요코
혼다 요코(일본어: 本多陽子, 1983년 8월 15일 ~ )는 일본의 여자 성우다.

## 출연작

### TV 애니메이션
2004년
- 우타∽카타 (타치바나 이치카)

2005년
- 사모님은 마법소녀 (카스가 히로미)

2007년
- 모에땅 (스즈키 레미)
- sola (이시즈키 마나)\

2008년
- 오늘의 5학년 2반 (히다카 메구미)

### 게임
2008년
- 테일즈 오브 심포니아 라타토스크의 기사(아쿠아)

2014년
- 하얀고양이 프로젝트 (카모메 나루미)